# تونل تیمز
تونل تیمز (انگلیسی: Thames Tunnel) یک تونل تردد در زیر رودخانه تیمز، در شهر لندن است. این تونل، محلهٔ رودرهاید را به منطقه سات‌ارک لندن وصل کرده و ۳۹۶ متر طول دارد. پهنای تونل ۱۱ متر و ارتفاع آن ۶ متر است.
در هنگام بالاترین سطح آب رودخانه، موقع جزر و مد، تونل تیمز، در عمق ۲۳ متر پایین‌تر از سطح آب قرار می‌گیرد.
این تونل که اولین نمونهٔ شناخته شده جهان است که در زیر یک رودخانهٔ قابل کشتیرانی تکمیل و بهره‌برداری شده، بین سال‌های ۱۸۲۵ تا ۱۸۴۳م. توسط مهندس معمار مارک ایزامبارد برونل و پسرش آیزامبارد کینگدام برونل تکمیل شده و در تاریخ ۲۵ مارس ۱۸۴۳م، برای تردد عمومی گشایش یافته‌است..
 تونل تیمز، در اصل برای کالسکه‌های اسبی طراحی شده بود، اما در عمل بیشتر توسط عابران پیاده استفاده شد و بعدها به یک جاذبهٔ گردشگری تبدیل گشت. در سال ۱۸۶۹م، این تونل به خط شرق لندن وصل شد و از سال ۲۰۱۰م، بخشی از شبکهٔ متروی زمینی لندن، تحت مالکیت شرکت حمل و نقل لندن است.

## پیشینه

### طراحی و ساخت
در آغاز قرن ۱۹م، نیاز مبرمی به ایجاد یک اتصال جدید از طریق خشکی بین کرانه جنوبی و شمالی رودخانه تیمز وجود داشت تا اسکله‌های در حال گسترش دو سوی رودخانه به هم متصل شوند. در سال ۱۷۹۹م، مهندس معمار رالف داد تلاش کرد تا از طریق حفر تونل، گریوزند را به تیلبوری، در اسکس وصل کند، اما موفق نشد.
بین سالهای ۱۸۰۵تا ۱۸۰۹م، گروهی از معدنچیان کورنی و از جمله ریچارد ترویتیک، بارها تلاش کردند تا تونلی بین محله رودرهاید و ووپینگ حفر کنند اما به علت شرایط دشوار و وضعیت خاک زمین منطقه، هر بار شکست خوردند. معدنچیان، حفاری در بستر سخت سنگی را از قبل با موفقیت، تجربه کرده بودند، اما زمین این منطقه عمدتاً از خاک رس تشکیل شده بود. پس از حفر ۳۰۵ متر از یک طرح ۳۶۶ متری، دو بار در اثر نفوذ آب دیواره‌های تونل ریزش کرد و بخش عظیمی از تونل ویران شد. نهایتاً بنا بر صلاحدید مهندسان ادامه کار غیر عملی تشخیص داده و کار حفاری متوقف شد.
با این حال مارک برونل، که یک مهندس فرانسوی - انگلیسی بود از پذیرش این تصمیم امتناع کرد. وی در سال ۱۸۱۴م، به الکساندر یکم، امپراتور روسیه، طرحی را برای ساخت یک تونل در زیر رود نوا در سن پترزبورگ، پیشنهاد داده بود. اما این طرح به نفع پلی که روی رودخانه ساخته شد، رد شده بود. با این وجود مارک برونل، به مطالعات و تلاش خود به منظور گسترش و پیشبرد نظراتش ادامه داد.
در ژانویه سال ۱۸۱۸م، مهندس برونل، موفق شد یک شیوهٔ ایمنی جدید را به نام سپر تونل ثبت کند. این شیوهٔ جدید، تحولی بزرگ و پیشرو در فناوری ساخت تونل ایجاد کرد. در سال ۱۸۲۳م، برونل طرح ساخت تونلی را از رودرهاید به ووپینگ، پیشنهاد کرد. در این طرح، شیوهٔ ایمنی جدید نیز منظور شده بود. پیشنهاد برونل خیلی زود با استقبال سرمایه گذاران خصوصی روبرو شد و از جمله با حمایت مالی آرتور ولزلی، یک شرکت ساخت تونل به نام شرکت حفاری تیمز در سال ۱۸۲۴م، تأسیس شد و سال بعد یعنی سال ۱۸۲۵م، کار حفاری تونل عملاً آغاز گشت.
اولین گام، ساختن یک گذرگاه عمودی بزرگ در ۴۶ متری کناره حنوبی رودخانه، در رودرهاید بود. این گذرگاه یا شفت با استفاده از یک حلقهٔ آهنی در بالای زمین، به قطر ۱۵ متر حفر شد و یک دیوار آجری به ارتفاع ۱۲ متر و ضخامت ۹۱ سانتی‌متر در بالای آن ساخته شد. سپس یک موتور بخار بسیار قوی برای به حرکت درآوردن پمپ‌های حفاری روی آن نصب شد. وزن کل این دستگاه، هزار تن، تخمین زده شده‌است. کارگران با ابزار دستی خاک زیر لبهٔ تیز پایینی حلقهٔ آهنی را خالی می‌کردند و به این ترتیب حلقه و ساختار بالای آن به تدریج در اثر وزن خود، در خاک رس فرومی‌رفت. با این حال حفر این چاه با مشکلاتی برخورد کرد. از جمله یک بار فشار خاک اطراف محل حفاری، مانع فرورفتن بیشتر حلقه شد. برای گشودن این مشکل، به وزن بیشتری نیاز بود. ۵۰ هزار آجر، برای افزایش وزن، روی حلقه قرار داده شد. معلوم شد که از جمله یکی از دلایل گیر کردن حلقه، موازی بودن دیواره‌های محیط استوانه بوده‌است. سالها بعد وقتی کار حفاری چاه به اتمام رسید، قطر پایینی آن کمی کوچکتر از قطر بالایی آن بود. مخروطی بودن چاه لازم بود تا حلقه حفاری گیر نکند و در خاک فرو برود. در نوامبر سال ۱۸۲۵م، ساختمان گذرگاه نهایتاً به پایان رسید و آغاز حفاری تونل را ممکن کرد.

### سپر تونل
سپر ایمنی حفاری که در کارگاه هنری مودسلی در لمبت، ساخته شده و روی شفت رودرهاید سوار شد، کلید موفقیت این برنامه عمرانی بود. مجله مصور «اخبار لندن» نحوه عمل سپر حفاری را چنین شرح داده‌است:
| این حفاری عظیم توسط ساختاری قدرتمند به نام «سپر تونل» ممکن شد. ساختاری که از ۱۲ قالب بزرگ تشکیل شده‌است. این قالب‌ها مانند کتابهایی که در درون یک قفسه قرار گرفته باشند، تنگاتنگ هم قرار داشتند. هر قالب به ۳ بخش تقسیم شده بود، طوری که در مجموع ۳۶ سلول حفاری تشکیل می‌شد. هر سلولی مانند یک کارگاه کوچک حفاری عمل کرده و یک کارگر در آن مشغول حفاری بود. سلول‌ها در قسمت عقب باز بودند اما قسمت جلوی آنها به وسیله صفحه‌های متحرک بسته شده بود. قسمت جلو رو به خاکی بود که باید کنده می‌شد. کارگران به ترتیب یک صفحه را برمی‌داشتند و خاک مقابل پنجره ایجاد شده را تا عمق ممکن می‌کندند و سپس صفحه را جابجا کرده و در عمق بیشتری کار حفاری را ادامه می‌دادند. صفحه در پیشاپیش سلول قرار داشت و در جای خود محکم شده بود. بنابر این هر سلول به همراه همه صفحه‌های متصل به آن در دل خاک پیش می‌رفت. این پیشروی با دو پیچ، تنظیم می‌شد. یک پیچ در پایین و پیچ دیگر در قسمت بالای سلول حفاری، که از یک سو بر یک دیوار آجری تکیه داشتند و در نتیجه با چرخش آنها در فضای خالی مقابل دیوار پیش می‌رفتند. سپس به همین ترتیب یک سلول جدید جایگزین سلول قبلی شده و کار حفاری ادامه پیدا می‌کرد. طرز کار چنین بود که همزمان وقتی کارگری در بخش جلوی سلول مشغول کندن خاک بود، کارگر دیگری در قسمت عقب سلول دیوار آجری را می‌ساخت. |

هر یک از ۱۲ قالب سپر حفاری، بیش از ۷ تن وزن داشت. نقش کلیدی این سپر حفاری نو ظهور، حمایت از خاک بی حفاظ جلوی سلول بود که از خطر ریزش این خاک در هنگام کار تا حد زیادی می‌کاست. با این حال بسیاری از کارگران، از جمله خود مهندس برونل، در اثر نفوذ آب کثیف و مملو از فاضلاب رودخانه، بیمار شدند. این فاضلاب گاز متان به همراه داشت و می‌توانست باعث آتش‌سوزی شود. وقتی در آوریل سال ۱۸۲۶م، مهندس عملیاتی حاضر در محل به علت بیماری از کار کناره گرفت. پسر ۲۰ ساله مهندس برونل، مسئولیت ادامه کار را بر عهده گرفت.

روند کار حفاری کند بود و در هفته بیش از ۳ تا ۴ متر پیشرفت نداشت. به منظور تأمین بخشی از مخارج، مدیران شرکت، اجازه دادند تا گردشگران در مقابل پرداخت یک شیلینگ، از نزدیک شاهد طرز کار سپر حفاری باشند. تخمین زده شده که در روز ۶۰۰ تا ۸۰۰ بازدید کننده از این فرصت استقبال کرده‌اند.
همچنین حفاری تونل دشواریها و خطرات دیگری نیز داشت. از جمله در ۱۸ مه سال ۱۸۲۷م، پس از حفر ۱۶۷ متر، ناگهان تونل را آب گرفت. مهندس برونل یک اتاقک زیرآبی را توسط یک قایق در عمق آب فرو برد تا با کیسه‌های خاک رس محل نفوذ آب را مسدود کند. بعد از موفقیت در این امر و زهکشی تونل، یک مهمانی با شکوه در درون تونل برگزار شد.

### توقف ۷ ساله
سال بعد، در ۱۲ ژانویه ۱۸۲۸م، بار دیگر آب به داخل تونل نفوذ کرو و تونل را آب گرفت. در اثر این حادثه ۶ تن از کارگران حفاری جان باختند. خود مهندس برونل نیز تنها از روی شانس از مرگ حتمی، نجات یافت. داستان از این قرار بود که آن ۶ کارگر از آنجایی که در خروجی اضطراری مسدود شده بود، به طرف پلکان و راه خروج اصلی حرکت کرده بودند. اما مهندس برونل، با وجود انسداد دریچه خروج اضطراری، خود را به پشت دریچه رسانده بود. افرادی که در آن سوی دریچه بودند صدای تقلای مهندس را شنیده و پیمانکار حاضر در محل، با شکستن دریچه، پیکر نیمه جان مهندس را بیرون کشیده بود. مهندس برونل، به دنبال این حادثه، مدتی در بیمارستان بستری بود و در دوره بستری خود از رقیبانی شنید که در فکر احداث یک پل معلق بر روی رودخانه تیمز بودند. این حوادث و مشکلات مالی مربوط به حفاری، نهایتاً باعث شد که کار حفاری برای ۷ سال متوقف شود.

### تکمیل حفاری

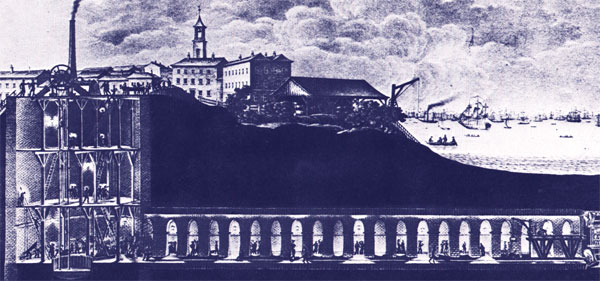
تصویری ازحفاری تونل تیمز چنان‌که احتمالاً در حدود سال ۱۸۴۰م، به نظر می‌رسید.

در دسامبر ۱۸۳۴م، مهندس برونل موفق شد از جمله با دریافت یک وام ۲۴۷ هزار  پوندی از محل خزانه دولت بریتانیا، سرمایه کافی برای از سرگیری برنامه عمرانی حفر تونل را مهیا کند.
 سال بعد در ماه اوت، سپر حفاری قدیمی که زنگ زده و پوسیده شده بود، برچیده شد. ماه مارس ۱۸۳۶م، سپر جدید که نسخهٔ بهبود یافته و سنگین تری از نمونهٔ قدیمی بود، تکمیل و در محل مونتاژ شد. به این ترتیب بعد از ۷ سال تعطیل، بار دیگر کار سخت و خطرناک حفاری و خاکبرداری، از سر گرفته شد.
 علی‌رغم موانع و دشواریهای بسیار از جمله چندین سیل (۲۳ اوت و۳ نوامبر ۱۸۳۷، ۲۰ مارس ۱۸۳۸ و ۳ آوریل ۱۸۴۰م) و نشت گاز متان و سولفید هیدروژن، و آتش‌سوزی‌های متعاقب آن، پس از پنج سال و نیم دیگر، سرانجام در نوامبر سال ۱۸۴۱م، کار حفاری تونل به پایان رسید. در حالی که تعویق‌های متعدد کار حفاری در طول این سالها دست مایه طنز و شوخی اشخاص و جراید شده بود:

آقای برونل خوب،
به نام انسان
کار نیمه تمام تو،
از همان آغاز بیماربود.
بی خیال باش و بِکَن
شن و خاک و سنگ،
نه به خود شک کن و نه درنگ،
طرح تو
از همان روزی
که رود سوراخی شکافت
تا سمور آبی در آن لانه کند
نقشی بر آب بود،
رؤیای تو
تابلویی نبود
که رویش بتوان نوشت:
نفوذ ناپذیر در مقابل آب!
— تونل تیمز، در خاطرات، نامه‌ها، و متفرقه‌های کمیک در نثر و نظم، از متوفی جیمز اسمیت.، ص. ۱۸۵، اچ کولبرن، ۱۸۴۰م.
طی سالهای ۱۸۴۱ و ۱۸۴۲م، تونل تیمز گسترش یافت و به جاده و راه پله‌های مارپیچ مجهز شد. یک موتور خانه در ساحل رودخانه در سمت رودرهاید، که اکنون تبدیل به موزه برونل شده‌است، نیز برای استقرار ماشین آلات و تجهیزات تخلیه تونل ساخته شد. سرانجام در روز ۲۵ مارس ۱۸۴۳م، برابر با شنبه، ۵ فروردین ۱۲۲۲خ، تونل تیمز برای تردد عمومی، گشایش یافت.

## گذرگاه عابران پیاده یا بازار مکاره؟
اگر چه تونل تیمز از نظر معماری یک پیروزی به‌شمار می‌آمد، اما از نظر اقتصادی موفق نبود. ۴۵۴ هزار پوند استرلینگ خرج حفاری و ۱۸۰ هزار پوند دیگر هزینه تکمیل و گسترش تأسیسات مرتبط به آن شده بود. هزینه ای که در کل از مرز بودجه پیش‌بینی شده، بسیار فراتر رفته بود. برنامه‌های گسترش عمرانی برای ایجاد تأسیسات مناسب تردد وسایل نقلیه چرخدار، به علت کسری بودجه، نیمه کاره رها شده و تونل در عمل محل گذر عابران پیاده شده بود. با این حال تونل تیمز به زودی به یک جاذبه جهانگردی تبدیل شد. سالانه حدود ۲ دو میلیون نفر، با پرداخت یک پنی از این گذرگاه دیدن می‌کردند. تونل تیمز سوژه هنری ترانه‌ها شده بود. یک جهانگرد آمریکایی به نام «ویلیام آلن» این تونل را هشتمین مورد از عجایب جهان نامید و نوشت:
کسی به لندن نمی‌رود، مگر برای بازدید تونل
همین شخص وقتی در سال ۱۸۵۱م، به لندن آمد و از نزدیک تونل را با چشمان خود دید، کمی مأیوس شد. با این حال وصفی مشروح از فضای داخلی تونل به یادگار گذاشت. فضایی که طبق توصیف وی، بیشتر به یک تفریحگاه و بازار سرپوشیده شباهت داشت، تا به یک شریان حمل و نقل:

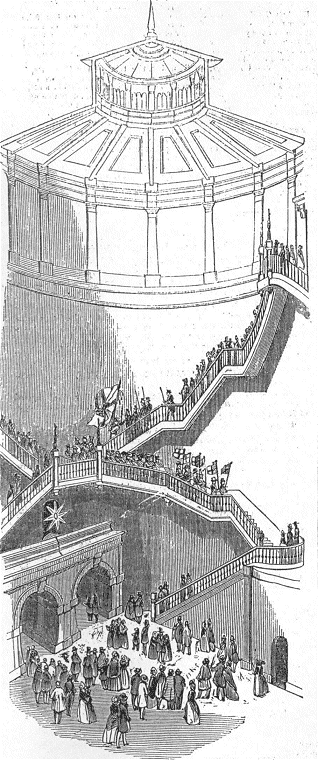
محل ورود به تونل تیمز

در میان بلوک‌های ساختمان که خیابان را از رودخانه جدا می‌کند، متوجه عمارتی هشت ضلعی از مرمر می‌شویم. از یکی از چندین در بزرگ وارد می‌شویم، و خود را در میدانی به قطر پنجاه فوت می‌بینیم. کف آن با موزاییک‌هایی از سنگ مرمر آبی و سفید فرش شده‌است. دیوارها گچ بری شده‌اند و در اطراف آن غرفه‌هایی برای فروش کاغذ، جزوه، کتاب، شیرینی، آبجو و غیره تعبیه شده‌است. نوعی نگهبانی در کنار رودخانه قرار دارد که در آن یک باجگیر چاق نشسته‌است. در مقابل او یک دروازۀ گردان برنجی قرار دارد که با پرداخت یک پنی به عابرین اجازه ورود می‌دهد. با گذر از دروازهٔ گردان، وارد گذرگاهی می‌شویم که رو به پایین می‌رود. با پلکانی بسیار طولانی از پله‌های مرمری که به یک سکوی عریض ختم می‌شود. پله‌های بعدی در جهت مخالف پایین می‌رود. دیوارهای گذرگاه که استوانه ای است، گچ بری شده و با نقاشی‌ها و دیگر اشیاء عجیب تزئین شده‌است. آدم چند لحظه روی سکوی اول توقف کرده و به نوای موسیقی یک ارگ عظیم که بخشی از فضا را اشغال کرده، گوش فرا می‌دهد.
سفر رو به پایین خود را از سر می‌گیریم تا به طبقه پایینی یا سکوی مرمری برسیم، جایی که در آن هنگام استراحت، چیزهای عجیب دیگری، توجه آدم را به خود جلب می‌کند. به همین ترتیب به پایین شفت در عمق هشتاد پایی می‌رسیم. دیوارها با تصاویر، مجسمه‌ها یا پیکره‌هایی از گچ و غیره پوشانده شده‌اند. به پایین که می‌رسیم خود را در محلی مطابق با محل ورودی می‌یابیم، سالنی گرد، با کف مرمری به قطر پنجاه فوت، که با چراغهای گازی روشن شده‌است. در نزدیکی دیوارها طاقچه‌هایی است که در آنها انواع و اقسام حیله‌ها از شعبده باز و فالگیرهای مصری گرفته تا میمون‌های رقصنده. وجود دارند تا پول آدم را از چنگش درآورند.
حالا می‌توانیم در مقابل خود، داخل تونل را با چشم ببینیم. دو طاق زیبا که تا آنسوی رودخانه امتداد دارند. هر طاقی شامل گذرگاهی به عرض ۱۴ فوت و ارتفاع ۲۲ فوت است. راهرویی نیز به عرض ۳ فوت، برای عابران پیاده در نظر گرفته شده‌است. ظاهراً تهویه هوای داخل تونل بسیار خوب است. چون از رطوبت و سنگینی هوا خبری نیست. دیواره مابین این دو طاق که در سراسر طول تونل کشیده شده، در هر طرف به حجره‌هایی تقسیم شده‌است. این حجره‌ها که شاید تعدادشان به ۵۰ برسد، هر کدام حکم دکانی دارند. دکانهای بسیار شیک با پیشخوان مرمری و قفسه‌های طلاکاری شده و آیینه‌هایی که همه چیز را دو چندان می‌نمایانند و به فروش اسباب بازی، کالای لوکس و دیگر کالای قیمتی، اختصاص داده شده‌اند.
خانم‌ها، با لباس‌های شیک و با چهره‌های خندان، منتظر ایستاده‌اند و به هیچ آقایی اجازه نمی‌دهند بدون خرید یک سوغات زیبا به خانه بازگردد. طاق‌ها با مشعل‌های گازی روشن شده‌اند. آنچنان روشن که روشنی خورشید را به یاد می‌آورند. راهروها همیشه مملو از جمعیت متحرکی از مردان، زنان و کودکان است که معماری تونل را تماشا می‌کنند، همراه یا کالای شیک، اسباب بازی و غیره که توسط دختران زیبارو و خندان به نمایش گذاشته می‌شوند. عبور از اینجا بدون خرید چیز یا چیزکی ممکن نیست. اکثر اجناس دارای برچسبهایی نظیر – «خرید شده در تونل تیمز» یا «هدیه ای از تونل تیمز» است.

### اسباب تأسف
البته توصیف این جهانگرد آمریکایی از تونل با لطف و خوش‌بینی همراه بوده‌است. چرا که بنابر شرح بعضی دیگر در واقع تونل محلی برای تجمع روسپی‌ها و خلاف کاران بوده‌است. جیب برهایی که در انبوه جمعیت از فرصت استفاده کرده و اموال بازدیدکنندگان را سرقت می‌کردند. توصیف ناتانیل هاوثورن، نویسنده آمریکایی وقتی که در سال ۱۸۵۵م، از تونل دیدار کرد، فضایی به مراتب تیره تری را ترسیم می‌کند. وی از جمله نوشت:

تونل شامل یک راهروی قوسی شکل بود که ظاهراً پایانی نداشت. چراغ‌های گاز به طرز غمگینی با فواصل منظمی روشن شده و باز خاموش می‌شدند. کسانی هستند که تمام زندگی خود را این پایین سپری می‌کنند. کسانی که تصور نمی‌کنم به جزء پرتوی زودگذری در صبحگاه، هرگز جلوه ای از آفتاب دیده باشند. در سراسر طول این دهلیز غرفه‌های حقیری که فروشنده آنها عموماً زن است، به چشم می‌خورند. با نزدیک شدن غروب، شاهد این زنان هستید که چگونه برای فروش اجناس بنجل و بی‌مصرف در تقلا هستند… هنوز چیزی که به درد سوغات بخورد به چشمم نخورده‌است. دیدار از تونل باعث تأسف بود.

## تبدیل به تونل راه‌آهن

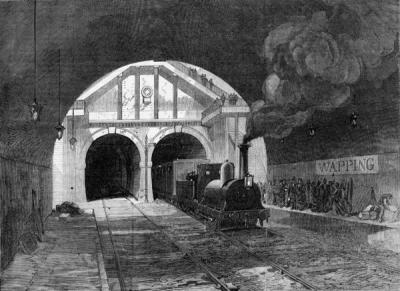
تصویری از سال ۱۸۷۰م، که خروج قطار از تونل تیمز را نمایش می‌دهد.

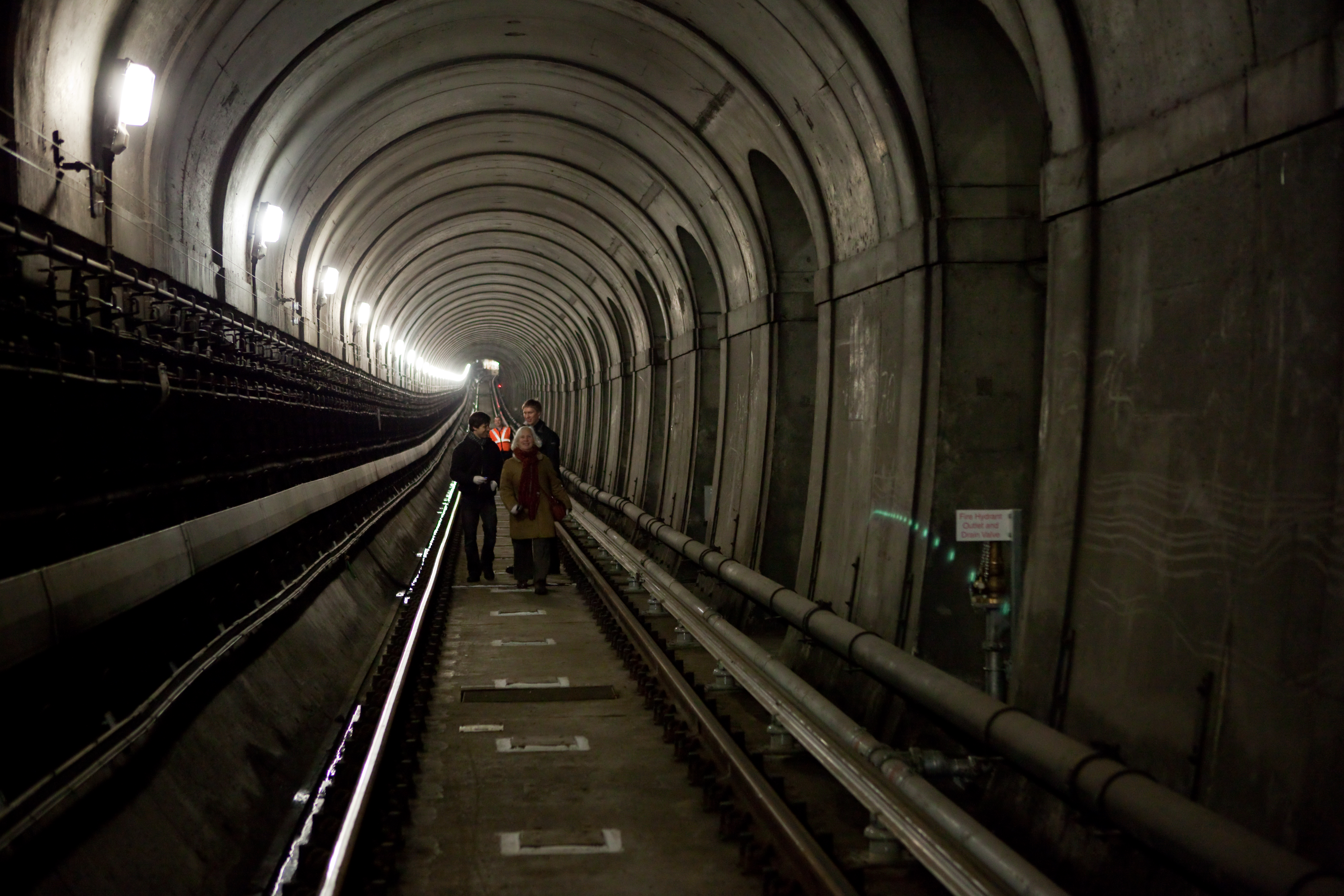
نمای داخل تونل تیمز در سال ۲۰۱۰ میلادی

در سپتامبر سال ۱۸۶۵م، تونل تیمز توسط کنسرسیوم خط شرق لندن خریداری شد. این کنسرسیوم از ۶ شرکت اصلی خط آهن تشکیل شده بود که قصد گسترش خطوط ارتباطی راه‌آهن را داشتند. هدف اصلی معماران تونل از همان ابتدا ایجاد گذرگاهی برای وسایل نقلیه اسب کش بود. به همین منظور تونل با ابعاد بزرگی ساخته شده بود که می‌توانست فضای کافی برای بار سنج و عبور واگنهای قطار را تأمین کند.
 یکی از مهندسان این برنامه کسی بود که قبلاً در ساخت پل معلق کلیفتون که سالها متروک مانده بود و در سال۱۸۶۴م، تکمیل شد، با مهندس بونل پسر، همکاری کرده بود.

اولین قطار در ۷ دسامبر سال ۱۸۶۹ه، از تونل عبور کرد. در سال۱۸۸۴م، شفت متروک تونل که در ابتدا برای حفاری تونل ایجاد شده بود، به عنوان یک ایستگاه قطار بازسازی شد. در طول زمانی که قطار زیرزمینی برقرار بود، تونل تیمز قدیمی‌ترین بخش زیرساخت این شبکه بود.
قرار بود طبق یک برنامه گسترش شبکهٔ مترو بین خط شرق لندن و ایستگاه کانادا واتر، ارتباط ایجاد شود. از آنجایی که امر ساخت و ساز مستلزم بسته شدن موقت خط لندن شرقی بود، تصمیم گرفته شد تا از این فرصت برای انجام تعمیرات و مراقبت دراز مدت تونل استفاده شود. به همین منظور در سال ۱۹۹۵م، خط شرق لندن بسته شد. برای تعمیر تونل پیشنهاد شده بود که با استفاده از سیمان از نشت آب به تونل پیشگیری شود. اما روش پیشنهادی باعث تغییر شدید ظاهر اصلی تونل می‌شد و به همین علت موجب اختلاف شد. از یک طرف شرکت مترو لندن، مایل بود که امور تعمیرات تونل با حداکثر سرعت و حداقل هزینه انجام گیرد و از طرف دیگر جناحی بود که بنابر علایق هنر معماری، اصرار به حفظ و حراست ظاهر اصلی تونل داشت. نهایتاً ملاحظات هنر معماری پیروز شد و در ۲۶ مارس ۱۹۹۵م، تونل تیمز به فهرست بناهای تحت حفاظت افزوده شد.